# Rolls-Royce Silver Shadow

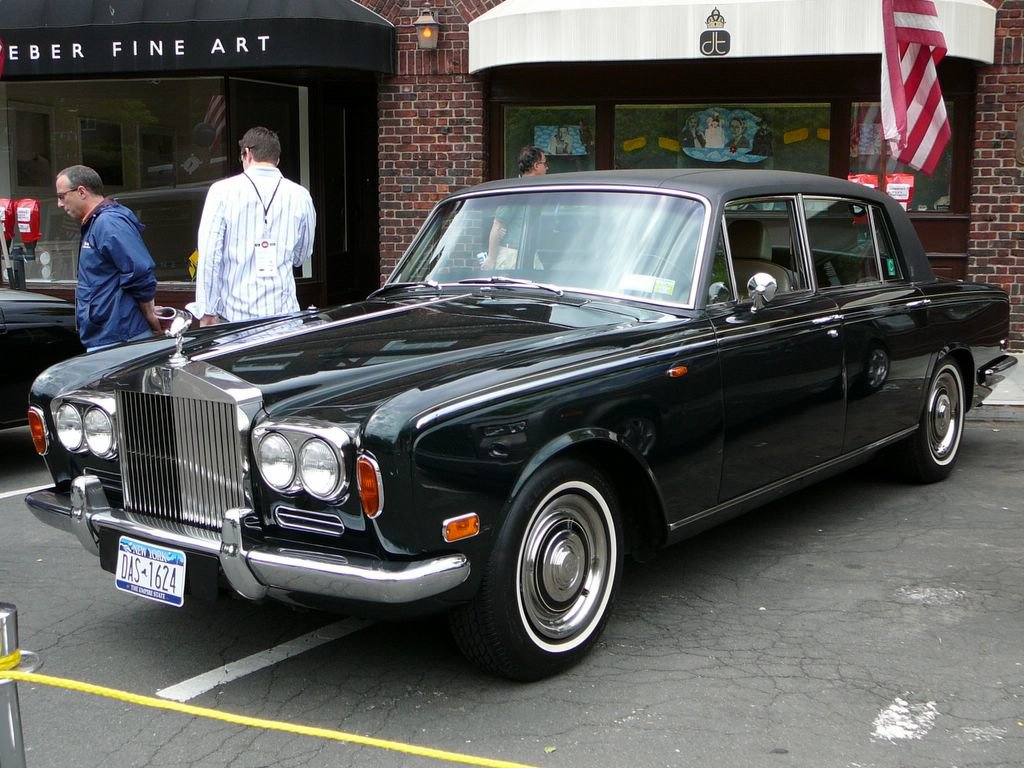
Silver Shadow II (Severní Amerika)

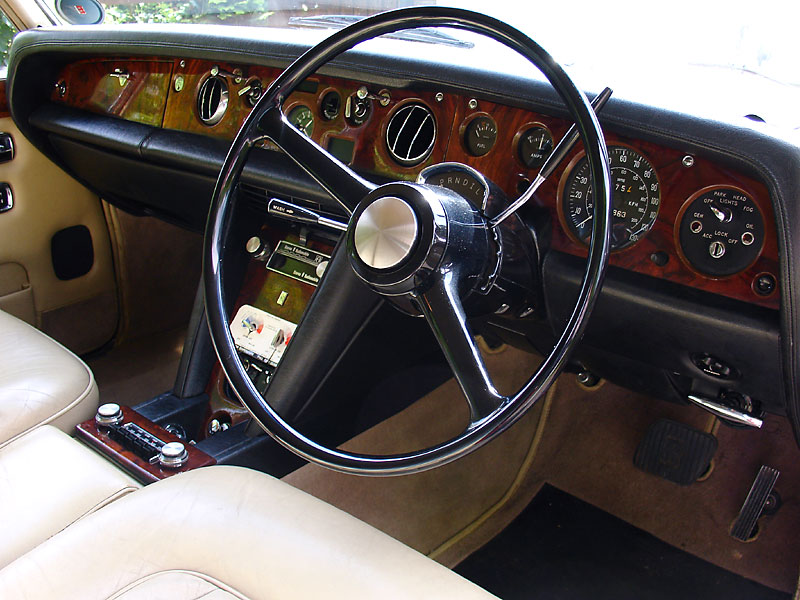
Interiér Silver Shadow, vůz od roku 1968 nabízel větší pohodlí a klimatizaci

Rolls-Royce Silver Shadow je osobní automobil vyšší třídy firmy Rolls-Royce. V roce 1965 nahradil model Silver Cloud a ve dvou modelových řadách se vyráběl až do roku 1980. Následníkem byl Rolls-Royce Silver Spirit první generace.
Model Silver Shadow se stal senzací ihned po svém představení, zejména díky tvaru karoserie, která šokovala ctitele značky Rolls-Royce.
Tímto modelem společnost Rolls-Royce vstoupila do moderního období. Společnost před jeho uvedením čelila kritice, která tvrdila, že firma Rolls-Royce „zaspala“ dobu. Silver Shadow nebyl revoluční pouze designem, ale měl další okem nepostřehnutelné inovativní prvky. Model měl nové nezávislé zavěšení všech kol, kotoučové brzdy a byl prvním Rolls-Roycem se samonosnou karoserii. Vůz měl systém hydraulické regulace výšky karoserie, který dodávala francouzská automobilka Citroen. Jako obvykle vozidla vyráběla i firma Bentley pod označením T1 a T2. Rozdíl mezi nimi byl jen v jiné masce chladiče a znaků.

## Motor
Model byl vybaven vidlicovým osmiválcem o objemu 6,2 litru. Bylo možné pořídit i čtyřstupňovou automatickou převodovku od firmy General Motors. Po několika letech od uvedení (od modelového roku 1970) byl původní motor zděděný po předchozím modelu Silver Cloud nahrazen legendárním vidlicovým osmiválcem o obsahu 6,75 litru, který s nepatrnými modifikacemi posloužil ještě dlouho v dalších modelech značky. Rovněž tak postarší 4stupňovou automatickou převodovku nahradila osvědčená americká třístupňová samočinná převodovka GM400 Torque Converter. Silver Shadow patřil svými hodnotami maximální rychlosti 185 km/h, zrychlení z 0 na 100 km/h na hranici 11 sekund a z klidu na 400 m za 17,6 sekundy mezi rychlá vozidla. Pozdější model Silver Spirit využívá mnohé mechanické prvky, které poprvé použil právě Silver Shadow.

## Statistické údaje
| Model                                  | Vyráběn v letech | Vyrobeno kusů |
| -------------------------------------- | ---------------- | ------------- |
| Rolls-Royce Silver Shadow I            | 1965–1977        | 16 717        |
| Rolls-Royce Silver Shadow I LWB        | 1969–1977        | 2 776         |
| Rolls-Royce Silver Shadow I 2 Door     | 1966–1971        | 606           |
| Rolls-Royce Silver Shadow I Drop Heads | 1967–1971        | 505           |
| Rolls-Royce Silver Shadow II           | 1977–1980        | 8 425         |